# Проект Xanadu
Проект Xanadu был первой концепцией гипертекста, созданной программистом Тедом Нельсоном в 1960 году.
Сегодня авторы «Проекта Xanadu» позиционируют свой продукт как улучшенную версию World Wide Web, описывая свою миссию следующим образом: «Современные программные продукты всего лишь имитируют бумагу. Интернет в целом (также имитирующий бумагу) сильно упрощает нашу модель гипертекста, реализуя её как примитивную систему „линков в один конец“ с постоянным нарушением этой связи при изменении одного из связанных документов. Также в World Wide Web становится невозможным сохранение различных версий одного и того же содержания для последующего управления этими версиями».
Название происходит от Занаду, неправильной транскрипции названия древнекитайской столицы Шанду.
Частично рабочая версия под названием OpenXanadu была опубликована во Всемирной сети в 2014. Несмотря на название, на момент июня 2014 она не была с открытым исходным кодом. Она называлась «открытой», потому что «можно видеть все её составные части». На сайте создатели утверждают, что Тим Бёрнерс-Ли украл их идею, а Всемирная сеть (World Wide Web) — «причудливая структура, созданная по самоуверенным инициативам разномастных личностей, а также с ужасным языком программирования». По их мнению, гипертекст подходит лишь для бумажных документов, а WWW лишь позволяет хранить исчезнувшие ссылки на исчезнувшие страницы.
В 2016 году Нельсон дал интервью в документальном фильме «О, интернет! Грёзы цифрового мира» и представил демо-версию Xanadoc-документа. На основе этой ранней спецификации и программы-просмотрщика к ней была создана практическая реализация формата разметки XanOrg и серверной архитектуры для его просмотра в браузере. Проект получил название Wormwood.

## 17 правил Xanadu
1. Каждый сервер Занаду уникальным образом безопасно идентифицируется.
2. Каждый сервер Занаду может управляться независимо либо внутри сети.
3. Каждый пользователь уникальным образом безопасно идентифицируется.
4. Каждый пользователь может искать, скачивать, создавать и хранить документы.
5. Каждый документ может состоять из любого количества частей, каждая из которых может быть данными любого типа.
6. Каждый документ может содержать ссылки любого типа, включая виртуальные копии («включения») любого другого документа в системе, доступного владельцу.
7. Ссылки видимы и по ним можно проследовать из любой конечной точки.
8. Разрешение ссылаться на документ явно предоставляется актом публикации.
9. Каждый документ может содержать механизм вознаграждения автора с любой степенью подробности для обеспечения выплаты по частичному чтению документа, в том числе и для («включений») любой части документа.
10. Каждый документ уникальным образом безопасно идентифицируется.
11. Каждый документ может иметь защиту для контроля доступа.
12. Каждый документ может быть найден быстро, храниться и скачиваться без знания пользователем физического положения документа.
13. Каждый документ автоматически перемещается в физическое хранилище, соответствующее частоте доступа к нему из любой данной точки.
14. Каждый документ автоматически сохраняется с избыточностью, позволяющей сохранить доступ к нему даже в случае катастрофы.
15. Каждый провайдер услуг Xanadu может взимать плату со своих пользователей по любым выбранным им ставкам, которые они устанавливают для хранения, поиска и публикации документов.
16. Каждая транзакция безопасна и поддаётся проверке только теми лицами, которые её совершают.
17. Протокол коммуникации клиент-сервер Xanadu — открыто опубликованный стандарт. Разработка и интеграция программного обеспечения сторонними разработчиками поощряется.[4]